# What’s Buzzin’ Buzzard?
«What’s Buzzing Buzzard?» (в русском переводе «Голод в пустыне» или «Что за суета, дружище?») — короткометражный мультипликационный комедийный фильм, выпущенный в 1943 году компанией Metro-Goldwyn-Mayer. Режиссёр Текс Эвери, мультипликаторы: Эд Лав, Рэй Абрамс, Престон Блэйр, композитор Скотт Брэдли.

## Сюжет
Фильм рассказывает о том, как два стервятника продолжительное время голодают в пустыне. Упустив кролика, которого они планировали съесть на обед, стервятники начинают гоняться друг за другом, пытаясь прикончить друг дружку и съесть.